# Hamadan (provincie)
Hamadan of Hamedan (Perzisch: استان همدان, Ostān-e Hamedān) is een van de 31 provincies van Iran. De oppervlakte beslaat 19.368 km². De hoofdstad van deze provincie is Hamadān.
Andere steden zijn:
- Twiserkan
- Nahavand
- Malayer
- Asad Abad
- Bahar
- Razan
- Kabudrahang

Alborz · Ardebil · Oost-Azerbeidzjan · West-Azerbeidzjan · Bushehr · Chahar Mahaal en Bakhtiari · Fars · Gilan · Golestan · Hamadan · Hormozgan · Ilam · Isfahan · Kerman · Kermanshah · Noord-Khorasan · Razavi-Khorasan · Zuid-Khorasan · Khoezistan · Kohgiluyeh en Boyer Ahmad · Kordestan · Lorestan · Markazi · Mazandaran · Qazvin · Qom · Semnan · Sistan en Beloetsjistan · Teheran · Yazd · Zanjan